# Дагмар Кеслінг
Дагмар Кеслінг (нім. Dagmar Käsling; нар. 15 лютого 1947) — німецька легкоатлетка, яка спеціалізувалася в бігу на короткі дистанції.

## Із життєпису
Виступала за збірну НДР.
Олімпійська чемпіонка в естафеті 4×400 метрів (1972).
Олімпійська фіналістка (7-е місце) у бігу на 400 метрів (1972).
Ексрекордсменка світу та Європи в естафеті 4×400 метрів (співавторка трьох ратифікованих рекордів).
По завершенні змагальної кар'єри взяла шлюб зі спринтером Герхардом Люненшлоссом (нім. Gerhard Lühnenschloß).
Професор Університета Отто фон Ґеріке у галузі спортивної науки.

## Основні міжнародні виступи
| Рік  | Змагання         | Місто   | Місце | Дисципліна | Примітки |
| ---- | ---------------- | ------- | ----- | ---------- | -------- |
| 1972 | Олімпійські ігри | Мюнхен  | 7     | 400 м      |          |
| 1972 | 1                | 4×400 м |       |            |          |

## Визнання
- Кавалер Ордена «За заслуги перед Вітчизною» II ступеня (1972)